# لورانس ماسون
لورانس ماسون (بالإنجليزية: Lawrence Manson)‏ هو مدير فني أمريكي، ولد في 19 مارس 1892 في كروسويل في الولايات المتحدة، وتوفي في 1972 في كالامازو في الولايات المتحدة.